# Lápi gázló
A lápi gázló (Hydrocotyle vulgaris) az aráliafélék családjába tartozó, Európában, Nyugat-Ázsiában és Észak-Afrikában honos vízinövényfaj.

## Megjelenése
A lápi gázló 3-10 cm magas, lágyszárú, évelő növény. 10-100 cm hosszú, földön kúszó, az ízeknél legyökerező indákat növeszt, ezekből nőnek ki hosszú, ritkásan szőrös nyelű levelei. A levelek kerekek, pajzs alakúak, 2-4 cm átmérőjűek, szélük enyhén fűrészes, felszínük sima, viaszosan fényes, erezetük sugárirányú. A sekély vízben a felszínen lebegnek.    
Virágzata 2-5 virágból álló fürt, szára kb. fele olyan hosszú, mint a levélnyél. A virágok nem feltűnőek, lilászöld színűek. Öt szirommal és öt porzóval rendelkeznek.  
Termése 1,75x2,5 mm-es, kissé lapított, többosztatú, szemölcsös felületű, szárnyalt. 

## Elterjedése, életmódja
Európában (az Ibériai-félszigettől Ukrajnáig), Nyugat-Ázsiában (Törökország, Közel-Kelet), valamint Északnyugat-Afrikában honos.  
Mocsarak, lápok, láprétek, tópartok sekély vizének lakója. Mészkerülő.  
A teljes árnyékolást és a napsütést is jól tolerálja. Júniustól szeptemberig virágzik, de virágai gyakran nem nyílnak ki és önmegporzással szaporodik.  
Magyarországon védett, természetvédelmi értéke 5 000 Ft. Kerti tavakban, akváriumokban dísznövényként is tartják. 

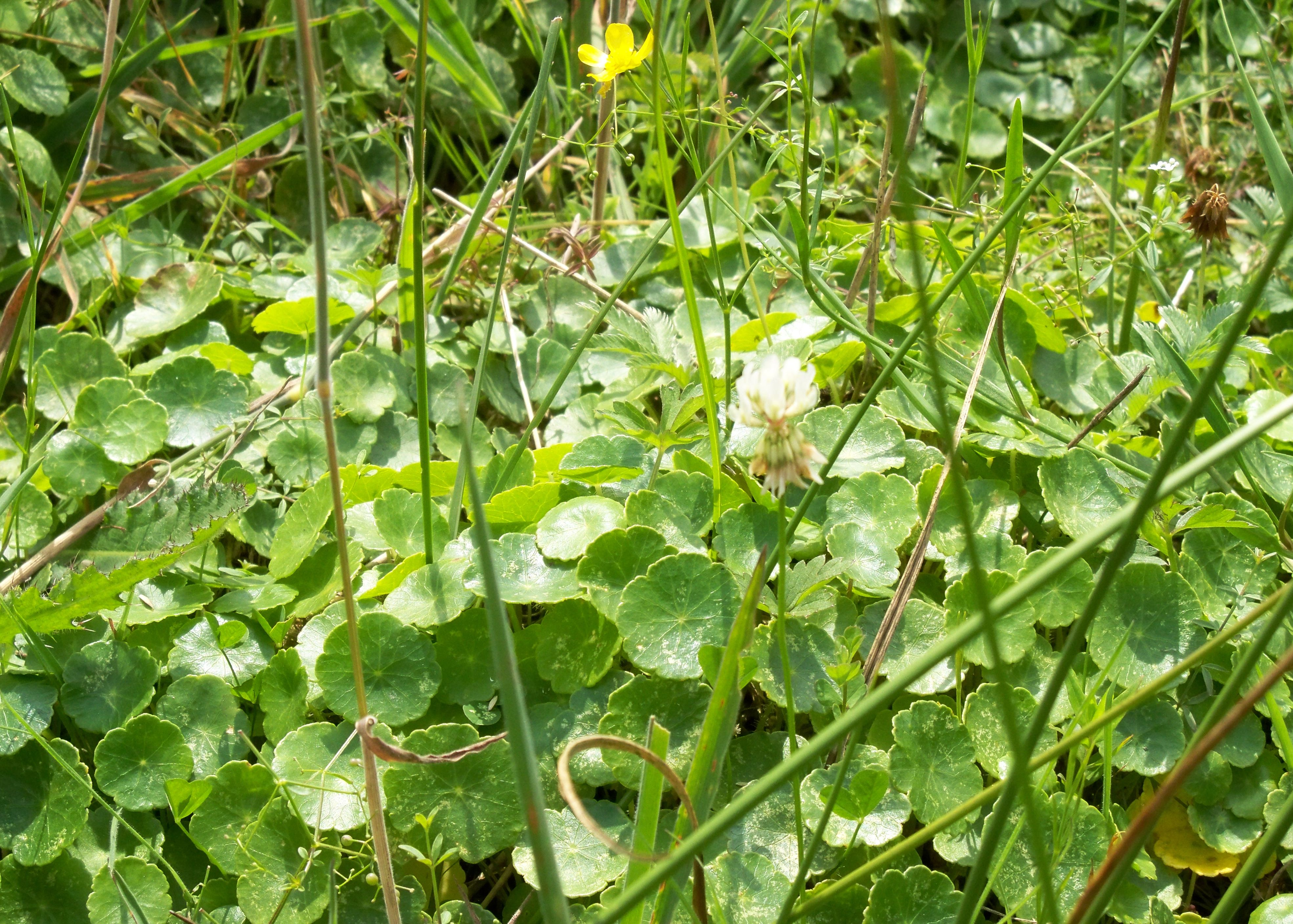
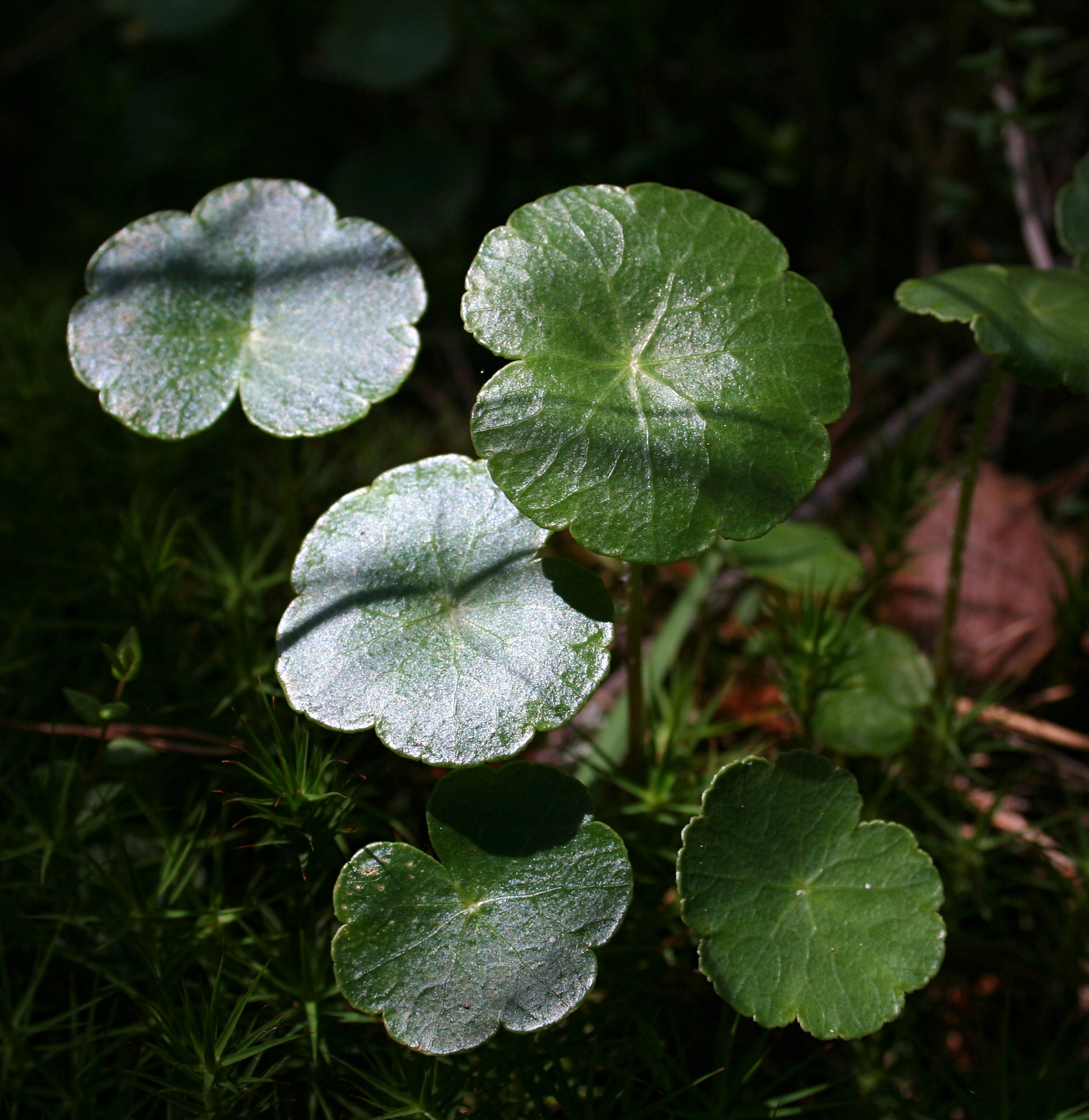
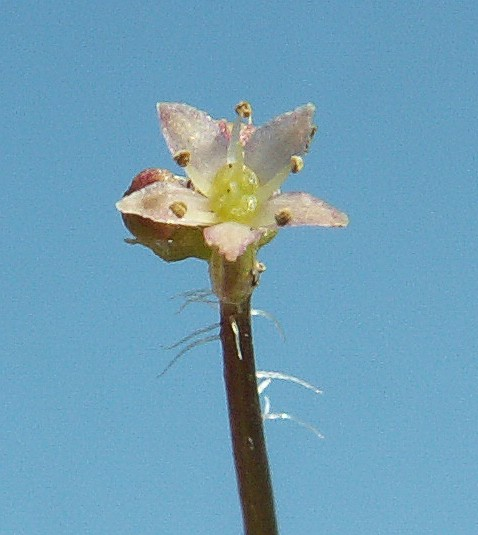
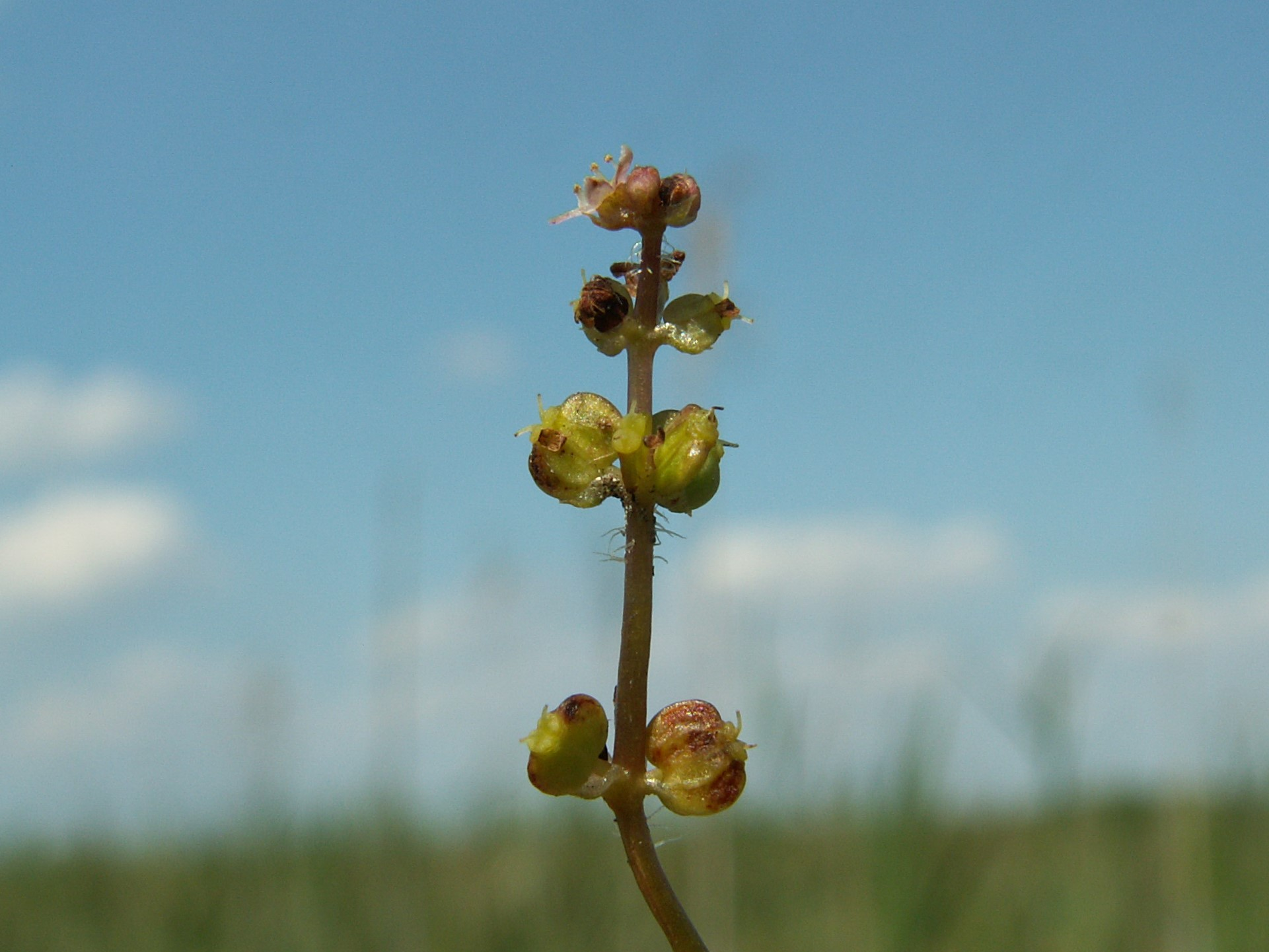
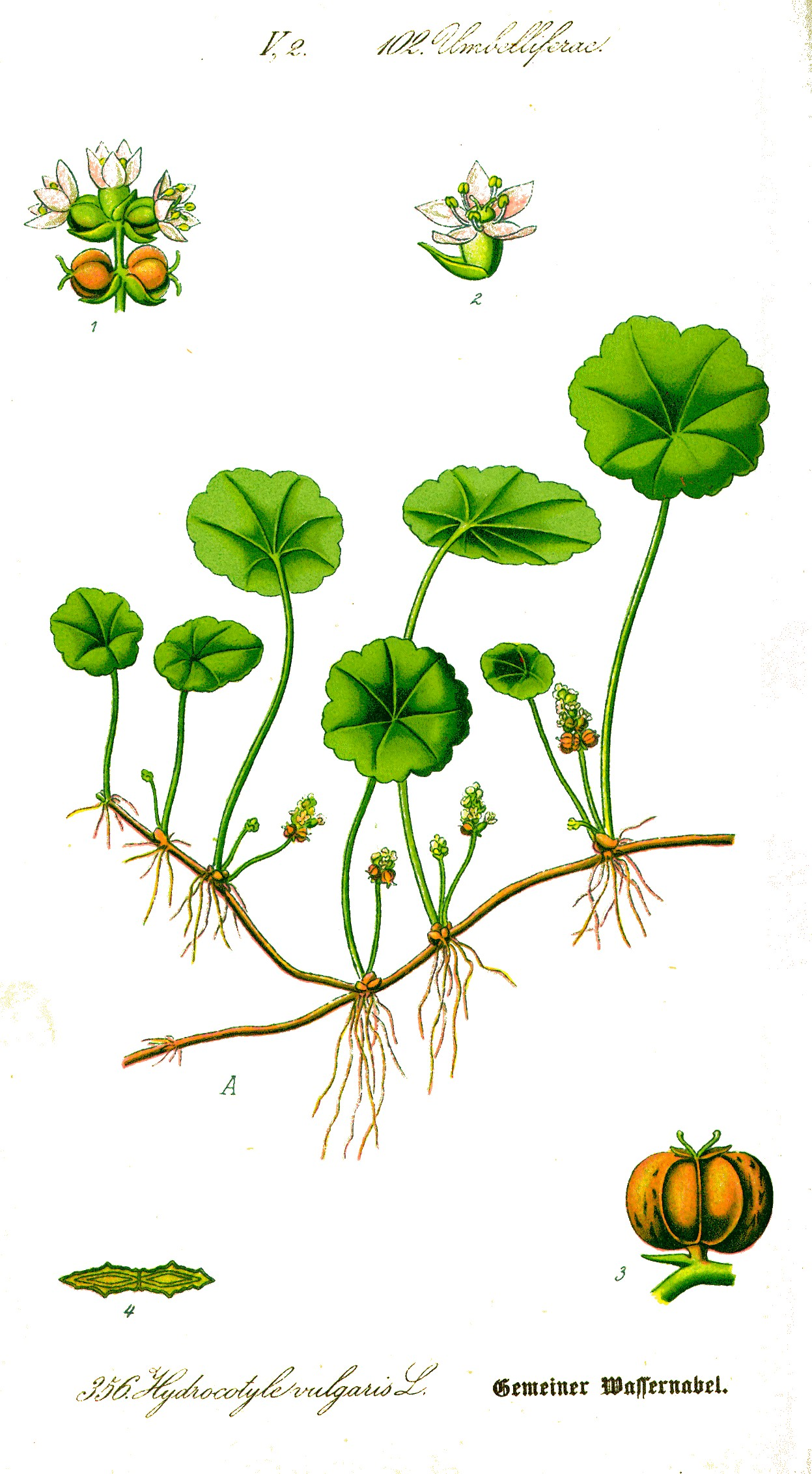